# Élections cantonales de 1992 dans les Landes
Les élections cantonales ont eu lieu les 22 et 29 mars 1992.
Lors de ces élections, 15 des 30 cantons des Landes ont été renouvelés. Elles ont vu la reconduction de la majorité PS dirigée par Henri Emmanuelli, président du conseil général depuis 1982.

## Résultats à l’échelle du département
Répartition départementale des résultats (2e tour).
- PS (50,82 %)
- Majorité (1,53 %)
- RPR (35,06 %)
- UDF (6,69 %)
- DVD (5,9 %)

| Étiquette      | Étiquette                          | Premier tour | Premier tour | Second tour | Second tour | Sièges |
| Étiquette      | Étiquette                          | Voix         | %            | Voix        | %           | Sièges |
| -------------- | ---------------------------------- | ------------ | ------------ | ----------- | ----------- | ------ |
|                | Parti socialiste                   | 29 999       | 36,40        | 25 722      | 50,82       | 7      |
|                | Parti communiste français          | 6 639        | 8,06         |             |             |        |
|                | Parti radical de gauche            | 3 078        | 3,73         |             |             | 1      |
|                | Majorité présidentielle            | 841          | 1,02         | 773         | 1,53        | 0      |
| Gauche         | Gauche                             | 40 557       | 49,21        | 26 495      | 52,35       | 8      |
|                |                                    |              |              |             |             |        |
|                | Rassemblement pour la République   | 16 747       | 20,32        | 17 746      | 35,06       | 3      |
|                | Union pour la démocratie française | 9 705        | 11,78        | 3 387       | 6,69        | 3      |
|                | Front national                     | 6 170        | 7,49         |             |             |        |
|                | Divers droite                      | 4 353        | 5,28         | 2 984       | 5,90        | 1      |
| Droite         | Droite                             | 36 975       | 44,87        | 24 117      | 47,65       | 7      |
|                |                                    |              |              |             |             |        |
|                | Les Verts                          | 4 681        | 5,68         |             |             |        |
|                | Génération écologie                | 204          | 0,25         |             |             |        |
| Écologistes    | Écologistes                        | 4 885        | 5,93         |             |             |        |
|                |                                    |              |              |             |             |        |
| Inscrits       | Inscrits                           | 117 208      | 100,00       | 81 434      | 100,00      |        |
| Abstention     | Abstention                         | 29 560       | 25,22        | 26 807      | 32,92       |        |
| Votants        | Votants                            | 87 648       | 74,78        | 54 627      | 67,08       |        |
| Blancs et nuls | Blancs et nuls                     | 5 231        | 5,97         | 4 015       | 7,35        |        |
| Exprimés       | Exprimés                           | 82 417       | 94,03        | 50 612      | 92,65       |        |

## Résultats par canton

### Canton d'Amou
| Candidats      | Candidats                 | Étiquette      | Premier tour | Premier tour |
| Candidats      | Candidats                 | Étiquette      | Voix         | %            |
| -------------- | ------------------------- | -------------- | ------------ | ------------ |
|                | Jean-Jacques Darmaillacq* | UDF            | 2 224        | 51,37        |
|                | Albert Darricarrere       | PS             | 1 050        | 24,26        |
|                | Roger Laboudigue          | PCF            | 550          | 12,71        |
|                | René Labannere            | Verts          | 209          | 4,83         |
|                | Marlène Lecuyer           | FN             | 191          | 4,41         |
|                | Philippe Reymund          | PRG            | 105          | 2,43         |
|                |                           |                |              |              |
| Inscrits       | Inscrits                  | Inscrits       | 5 614        | 100,00       |
| Abstention     | Abstention                | Abstention     | 1 029        | 18,33        |
| Votants        | Votants                   | Votants        | 4 585        | 81,67        |
| Blancs et nuls | Blancs et nuls            | Blancs et nuls | 256          | 5,58         |
| Exprimés       | Exprimés                  | Exprimés       | 4 329        | 94,42        |

*sortant

### Canton de Castets
| Candidats      | Candidats          | Étiquette      | Premier tour | Premier tour |
| Candidats      | Candidats          | Étiquette      | Voix         | %            |
| -------------- | ------------------ | -------------- | ------------ | ------------ |
|                | Guy-Bertrand Puyo* | UDF            | 3 059        | 58,99        |
|                | Yves Mouhel        | PS             | 1 590        | 30,66        |
|                | François Bouineau  | FN             | 308          | 5,94         |
|                | Alain Pruvost      | PCF            | 229          | 4,42         |
|                |                    |                |              |              |
| Inscrits       | Inscrits           | Inscrits       | 6 922        | 100,00       |
| Abstention     | Abstention         | Abstention     | 1 388        | 20,05        |
| Votants        | Votants            | Votants        | 5 534        | 79,95        |
| Blancs et nuls | Blancs et nuls     | Blancs et nuls | 348          | 6,29         |
| Exprimés       | Exprimés           | Exprimés       | 5 186        | 93,71        |

*sortant

### Canton de Dax-Nord
| Candidats      | Candidats         | Étiquette      | Premier tour | Premier tour | Second tour | Second tour |
| Candidats      | Candidats         | Étiquette      | Voix         | %            | Voix        | %           |
| -------------- | ----------------- | -------------- | ------------ | ------------ | ----------- | ----------- |
|                | Claude Lagenèbre* | PS             | 3 395        | 39,43        | 4 230       | 56,04       |
|                | Claude Lafitte    | RPR            | 2 559        | 29,72        | 3 318       | 43,96       |
|                | Michel Labeyrie   | PCF            | 1 040        | 12,08        |             |             |
|                | Bernard Lauga     | Verts          | 862          | 10,01        |             |             |
|                | Anne-Marie Watin  | FN             | 755          | 8,77         |             |             |
|                |                   |                |              |              |             |             |
| Inscrits       | Inscrits          | Inscrits       | 13 207       | 100,00       | 13 206      | 100,00      |
| Abstention     | Abstention        | Abstention     | 3 825        | 28,96        | 4 897       | 37,08       |
| Votants        | Votants           | Votants        | 9 382        | 71,04        | 8 309       | 62,92       |
| Blancs et nuls | Blancs et nuls    | Blancs et nuls | 771          | 8,22         | 761         | 9,16        |
| Exprimés       | Exprimés          | Exprimés       | 8 611        | 91,78        | 7 548       | 90,84       |

*sortant

### Canton de Gabarret
| Candidats      | Candidats      | Étiquette      | Premier tour | Premier tour |
| Candidats      | Candidats      | Étiquette      | Voix         | %            |
| -------------- | -------------- | -------------- | ------------ | ------------ |
|                | André Poras*   | PS             | 1 163        | 50,37        |
|                | Louis Lauga    | RPR            | 793          | 34,34        |
|                | Serge Faguet   | PCF            | 159          | 6,89         |
|                | Roger Gallato  | FN             | 110          | 4,76         |
|                | Pierre Hum     | Verts          | 84           | 3,64         |
|                |                |                |              |              |
| Inscrits       | Inscrits       | Inscrits       | 3 120        | 100,00       |
| Abstention     | Abstention     | Abstention     | 652          | 20,90        |
| Votants        | Votants        | Votants        | 2 468        | 79,10        |
| Blancs et nuls | Blancs et nuls | Blancs et nuls | 159          | 6,44         |
| Exprimés       | Exprimés       | Exprimés       | 2 309        | 93,56        |

*sortant

### Canton de Geaune
| Candidats      | Candidats         | Étiquette      | Premier tour | Premier tour |
| Candidats      | Candidats         | Étiquette      | Voix         | %            |
| -------------- | ----------------- | -------------- | ------------ | ------------ |
|                | Jean Sarramagnan* | RPR            | 1 626        | 57,15        |
|                | Yves Picard       | PS             | 1 040        | 36,56        |
|                | Paul Luisin       | FN             | 78           | 2,74         |
|                | Michel Rougeot    | PRG            | 52           | 1,83         |
|                | Adolphe Sauvage   | PCF            | 49           | 1,72         |
|                |                   |                |              |              |
| Inscrits       | Inscrits          | Inscrits       | 3 631        | 100,00       |
| Abstention     | Abstention        | Abstention     | 661          | 18,20        |
| Votants        | Votants           | Votants        | 2 970        | 81,80        |
| Blancs et nuls | Blancs et nuls    | Blancs et nuls | 125          | 4,21         |
| Exprimés       | Exprimés          | Exprimés       | 2 845        | 95,79        |

*sortant

### Canton de Hagetmau
| Candidats      | Candidats                | Étiquette      | Premier tour | Premier tour |
| Candidats      | Candidats                | Étiquette      | Voix         | %            |
| -------------- | ------------------------ | -------------- | ------------ | ------------ |
|                | Alain Dutoya*            | PRG            | 2 879        | 51,78        |
|                | Michelle Robbe           | RPR            | 2 106        | 37,88        |
|                | Marie-Thérèse Lapoublade | Verts          | 224          | 4,03         |
|                | Henri Navarro            | FN             | 201          | 3,62         |
|                | Michel Laberdoulive      | PCF            | 150          | 2,70         |
|                |                          |                |              |              |
| Inscrits       | Inscrits                 | Inscrits       | 7 171        | 100,00       |
| Abstention     | Abstention               | Abstention     | 1 265        | 17,64        |
| Votants        | Votants                  | Votants        | 5 906        | 82,36        |
| Blancs et nuls | Blancs et nuls           | Blancs et nuls | 346          | 5,86         |
| Exprimés       | Exprimés                 | Exprimés       | 5 560        | 94,14        |

*sortant

### Canton de Labrit
| Candidats      | Candidats          | Étiquette      | Premier tour | Premier tour | Second tour | Second tour |
| Candidats      | Candidats          | Étiquette      | Voix         | %            | Voix        | %           |
| -------------- | ------------------ | -------------- | ------------ | ------------ | ----------- | ----------- |
|                | Michel Simon       | RPR            | 792          | 47,60        | 922         | 54,40       |
|                | Dominique Coutiere | PS             | 648          | 38,94        | 773         | 45,60       |
|                | Jean Clave         | FN             | 77           | 4,63         |             |             |
|                | Philippe Duthil    | PCF            | 54           | 3,25         |             |             |
|                | René Clave         | DVD            | 51           | 3,06         |             |             |
|                | Christian Ferret   | PRG            | 42           | 2,52         |             |             |
|                |                    |                |              |              |             |             |
| Inscrits       | Inscrits           | Inscrits       | 2 148        | 100,00       | 2 147       | 100,00      |
| Abstention     | Abstention         | Abstention     | 404          | 18,81        | 384         | 17,89       |
| Votants        | Votants            | Votants        | 1 744        | 81,19        | 1 763       | 82,11       |
| Blancs et nuls | Blancs et nuls     | Blancs et nuls | 80           | 4,59         | 68          | 3,86        |
| Exprimés       | Exprimés           | Exprimés       | 1 664        | 95,41        | 1 695       | 96,14       |

### Canton de Mimizan
| Candidats      | Candidats            | Étiquette      | Premier tour | Premier tour | Second tour | Second tour |
| Candidats      | Candidats            | Étiquette      | Voix         | %            | Voix        | %           |
| -------------- | -------------------- | -------------- | ------------ | ------------ | ----------- | ----------- |
|                | Robert Barsac*       | DVD            | 1 844        | 32,96        | 2 984       | 55,73       |
|                | Jean Bourden         | PS             | 1 714        | 30,64        | 2 370       | 44,27       |
|                | Michel Ducout        | UDF            | 580          | 10,37        |             |             |
|                | Jean-Pierre Cassagne | PCF            | 386          | 6,90         |             |             |
|                | Yves Bernard         | FN             | 320          | 5,72         |             |             |
|                | Hervé Georges        | Verts          | 292          | 5,22         |             |             |
|                | Bertrand Louiset     | DVD            | 265          | 4,74         |             |             |
|                | Jean-Jacques Loubere | PS             | 193          | 3,45         |             |             |
|                |                      |                |              |              |             |             |
| Inscrits       | Inscrits             | Inscrits       | 7 920        | 100,00       | 7 919       | 100,00      |
| Abstention     | Abstention           | Abstention     | 1 962        | 24,77        | 2 174       | 27,45       |
| Votants        | Votants              | Votants        | 5 958        | 75,23        | 5 745       | 72,55       |
| Blancs et nuls | Blancs et nuls       | Blancs et nuls | 364          | 6,11         | 391         | 6,81        |
| Exprimés       | Exprimés             | Exprimés       | 5 594        | 93,89        | 5 354       | 93,19       |

*sortant

### Canton de Mont-de-Marsan-Nord
| Candidats      | Candidats         | Étiquette      | Premier tour | Premier tour | Second tour | Second tour |
| Candidats      | Candidats         | Étiquette      | Voix         | %            | Voix        | %           |
| -------------- | ----------------- | -------------- | ------------ | ------------ | ----------- | ----------- |
|                | Christian Cazade* | PS             | 2 997        | 41,17        | 3 378       | 49,93       |
|                | Jean Bertrand     | UDF            | 2 351        | 32,30        | 3 387       | 50,07       |
|                | Bernard Cabiro    | FN             | 973          | 13,37        |             |             |
|                | Albert Chataigner | Verts          | 579          | 7,95         |             |             |
|                | Robert Dulau      | PCF            | 379          | 5,21         |             |             |
|                |                   |                |              |              |             |             |
| Inscrits       | Inscrits          | Inscrits       | 11 499       | 100,00       | 11 496      | 100,00      |
| Abstention     | Abstention        | Abstention     | 3 761        | 32,71        | 4 304       | 37,44       |
| Votants        | Votants           | Votants        | 7 738        | 67,29        | 7 192       | 62,56       |
| Blancs et nuls | Blancs et nuls    | Blancs et nuls | 459          | 5,93         | 427         | 5,94        |
| Exprimés       | Exprimés          | Exprimés       | 7 279        | 94,07        | 6 765       | 94,06       |

*sortant

### Canton de Mont-de-Marsan-Sud
| Candidats      | Candidats        | Étiquette      | Premier tour | Premier tour | Second tour | Second tour |
| Candidats      | Candidats        | Étiquette      | Voix         | %            | Voix        | %           |
| -------------- | ---------------- | -------------- | ------------ | ------------ | ----------- | ----------- |
|                | Alain Vidalies*  | PS             | 5 245        | 39,61        | 6 088       | 49,71       |
|                | Guy Duvignac     | RPR            | 3 421        | 25,83        | 6 159       | 50,29       |
|                | Marc Ollivier    | UDF            | 1 491        | 11,26        |             |             |
|                | Paul Soulas      | FN             | 1 235        | 9,33         |             |             |
|                | Jean-Marc Carite | Verts          | 992          | 7,49         |             |             |
|                | André Curculosse | PCF            | 858          | 6,48         |             |             |
|                |                  |                |              |              |             |             |
| Inscrits       | Inscrits         | Inscrits       | 19 643       | 100,00       | 19 628      | 100,00      |
| Abstention     | Abstention       | Abstention     | 5 697        | 29,00        | 6 556       | 33,40       |
| Votants        | Votants          | Votants        | 13 946       | 71,00        | 13 072      | 66,60       |
| Blancs et nuls | Blancs et nuls   | Blancs et nuls | 704          | 5,05         | 825         | 6,31        |
| Exprimés       | Exprimés         | Exprimés       | 13 242       | 94,95        | 12 247      | 93,69       |

*sortant

### Canton de Morcenx
| Candidats      | Candidats            | Étiquette      | Premier tour | Premier tour |
| Candidats      | Candidats            | Étiquette      | Voix         | %            |
| -------------- | -------------------- | -------------- | ------------ | ------------ |
|                | Jean-Claude Deyres*  | PS             | 2 834        | 53,55        |
|                | Xavier Mathio        | DVD            | 1 591        | 30,06        |
|                | Jean-Claude Dumartin | PCF            | 503          | 9,50         |
|                | Michel Lefevre       | FN             | 188          | 3,55         |
|                | Vincent Dalbos       | Verts          | 176          | 3,33         |
|                |                      |                |              |              |
| Inscrits       | Inscrits             | Inscrits       | 7 130        | 100,00       |
| Abstention     | Abstention           | Abstention     | 1 525        | 21,39        |
| Votants        | Votants              | Votants        | 5 605        | 78,61        |
| Blancs et nuls | Blancs et nuls       | Blancs et nuls | 313          | 5,58         |
| Exprimés       | Exprimés             | Exprimés       | 5 292        | 94,42        |

*sortant

### Canton de Peyrehorade
| Candidats      | Candidats           | Étiquette      | Premier tour | Premier tour | Second tour | Second tour |
| Candidats      | Candidats           | Étiquette      | Voix         | %            | Voix        | %           |
| -------------- | ------------------- | -------------- | ------------ | ------------ | ----------- | ----------- |
|                | Alain Siberchicot*  | PS             | 2 495        | 46,08        | 2 932       | 58,24       |
|                | Christian Bordenave | RPR            | 1 676        | 30,96        | 2 102       | 41,76       |
|                | Marie-Rose Roger    | PCF            | 443          | 8,18         |             |             |
|                | Sabine Gueux        | FN             | 433          | 8,00         |             |             |
|                | Marie-Hélène Cingal | Verts          | 367          | 6,78         |             |             |
|                |                     |                |              |              |             |             |
| Inscrits       | Inscrits            | Inscrits       | 7 528        | 100,00       | 7 528       | 100,00      |
| Abstention     | Abstention          | Abstention     | 1 752        | 23,27        | 2 086       | 27,71       |
| Votants        | Votants             | Votants        | 5 776        | 76,73        | 5 442       | 72,29       |
| Blancs et nuls | Blancs et nuls      | Blancs et nuls | 362          | 6,27         | 408         | 7,50        |
| Exprimés       | Exprimés            | Exprimés       | 5 414        | 93,73        | 5 034       | 92,50       |

*sortant

### Canton de Pissos
| Candidats      | Candidats         | Étiquette      | Premier tour | Premier tour |
| Candidats      | Candidats         | Étiquette      | Voix         | %            |
| -------------- | ----------------- | -------------- | ------------ | ------------ |
|                | Guy Destenave*    | PS             | 844          | 52,07        |
|                | Bernard Roumegoux | DVD            | 602          | 37,14        |
|                | Henri Salefran    | FN             | 94           | 5,80         |
|                | Germaine Le Coz   | PCF            | 81           | 5,00         |
|                |                   |                |              |              |
| Inscrits       | Inscrits          | Inscrits       | 2 163        | 100,00       |
| Abstention     | Abstention        | Abstention     | 450          | 20,80        |
| Votants        | Votants           | Votants        | 1 713        | 79,20        |
| Blancs et nuls | Blancs et nuls    | Blancs et nuls | 92           | 5,37         |
| Exprimés       | Exprimés          | Exprimés       | 1 621        | 94,63        |

*sortant

### Canton de Saint-Vincent-de-Tyrosse
| Candidats      | Candidats          | Étiquette      | Premier tour | Premier tour | Second tour | Second tour |
| Candidats      | Candidats          | Étiquette      | Voix         | %            | Voix        | %           |
| -------------- | ------------------ | -------------- | ------------ | ------------ | ----------- | ----------- |
|                | Jean-Pierre Dufau* | PS             | 4 431        | 42,97        | 5 080       | 54,94       |
|                | Pierre Dupouy      | RPR            | 3 012        | 29,21        | 4 167       | 45,06       |
|                | France Prenat      | FN             | 1 057        | 10,25        |             |             |
|                | Bertrand Caplanne  | PCF            | 915          | 8,87         |             |             |
|                | Stéphane Chausse   | Verts          | 896          | 8,69         |             |             |
|                |                    |                |              |              |             |             |
| Inscrits       | Inscrits           | Inscrits       | 15 343       | 100,00       | 15 341      | 100,00      |
| Abstention     | Abstention         | Abstention     | 4 390        | 28,61        | 5 358       | 34,93       |
| Votants        | Votants            | Votants        | 10 953       | 71,39        | 9 983       | 65,07       |
| Blancs et nuls | Blancs et nuls     | Blancs et nuls | 642          | 5,86         | 736         | 7,37        |
| Exprimés       | Exprimés           | Exprimés       | 10 311       | 94,14        | 9 247       | 92,63       |

*sortant

### Canton de Tartas-Est
| Candidats      | Candidats          | Étiquette      | Premier tour | Premier tour | Second tour | Second tour |
| Candidats      | Candidats          | Étiquette      | Voix         | %            | Voix        | %           |
| -------------- | ------------------ | -------------- | ------------ | ------------ | ----------- | ----------- |
|                | Raymond Garrigues* | PS             | 1 201        | 38,01        | 1 644       | 60,40       |
|                | Edgard Bats        | PCF            | 843          | 26,68        | Retrait     | Retrait     |
|                | Christian Magne    | RPR            | 762          | 24,11        | 1 078       | 39,60       |
|                | Jeanne Minvielle   | GE             | 204          | 6,46         |             |             |
|                | Philippe Couillet  | FN             | 150          | 4,75         |             |             |
|                |                    |                |              |              |             |             |
| Inscrits       | Inscrits           | Inscrits       | 4 169        | 100,00       | 4 169       | 100,00      |
| Abstention     | Abstention         | Abstention     | 799          | 19,17        | 1 048       | 25,14       |
| Votants        | Votants            | Votants        | 3 370        | 80,83        | 3 121       | 74,86       |
| Blancs et nuls | Blancs et nuls     | Blancs et nuls | 210          | 6,23         | 399         | 12,78       |
| Exprimés       | Exprimés           | Exprimés       | 3 160        | 93,77        | 2 722       | 87,22       |

*sortant